# Earned It
"Earned It", alternativamente intitulada "Earned It (Fifty Shades of Grey)", é uma canção do cantor canadense The Weeknd, gravada para a trilha sonora do filme Fifty Shades of Grey (2015). Foi composta pelo próprio em conjunto com Ahmad Balshe, Stephan Moccio e Jason Quenneville, sendo produzida pelos dois últimos — com Quenneville sendo creditado como DaHeala. A sua gravação ocorreu em 2014 nos Maison de Munique, em Sony Oasis. O seu lançamento como o primeiro single do conjunto de músicas para o filme ocorreu em 23 de dezembro de 2014, através da Republic Records. A música recebeu uma indicação ao Oscar de melhor canção original no Oscar 2016, sendo interpretada por The Weeknd na cerimônia.

## Faixas e formatos
| Download digital |             |         |  |
| N.º              | Título      | Duração |  |
| 1.               | "Earned It" | 4:11    |  |

| CD single |                    |         |  |
| N.º       | Título             | Duração |  |
| 1.        | "Earned It"        | 4:11    |  |
| 2.        | "Where You Belong" | 4:56    |  |

## Créditos
Todo o processo de elaboração de "Earned It" atribui os seguintes créditos:
Gravação
- Gravada em 2014 nos Maison de Musique (Sony Oasis)
- Engenharia feita nos Maison de Musique (Sony Oasis)
- Masterizada nos Sterling Sound (Nova Iorque)

Publicação
- Publicada pelas empresas: Songs Music Publishing, LLC em nome da Songs of SMP (ASCAP), Universal Music Corp. / Sal & Co (ASCAP), Sing Little Penguin Inc. (SOCAN) — administrada pela Songs of Universal, Inc. (BMI), WB Music Corp. (ASCAP) em nome da Sal & Co. (SOCAN) e da Universal Music Corp.
- Todos os direitos pertencem à Sal & Co., controlados e administrados pela Universal Music Corp., Universal Pictures Music (ASCAP) e UPG Music Publishing (BMI)
- Direitos autorais reservados à Universal Studios

Produção
| - The Weeknd: composição, vocalista principal - Stephan Moccio: composição, produção, programação, piano, arranjos - Jason Quenneville: composição, produção, gravação de vocais adicionas - Ahmad Balshe: composição - Jay Paul Bicknell: gravação, engenharia, programação adicional | - Dave Reitzas: programação adicional - Evin O'Clearky: assistência de engenharia - Paul Bushnell: baixo - Jonathan Martin Berky: guitarras - Tom Coyne: masterização |

## Desempenho nas tabelas musicais
| Tabela musical (2014–15)                               | Melhor posição |
| ------------------------------------------------------ | -------------- |
| Alemanha (Media Control Charts)                        | 17             |
| Austrália (ARIA Charts)                                | 13             |
| Áustria (Ö3 Austria Top 40)                            | 21             |
| Bélgica (Ultratop 50 de Flandres)                      | 5              |
| Bélgica (Ultratop 40 da Valônia)                       | 14             |
| Canadá (Canadian Hot 100)                              | 8              |
| Croácia (Croatian Airplay Radio Chart)                 | 7              |
| Dinamarca (Tracklisten)                                | 2              |
| Escócia (The Official Charts Company)                  | 9              |
| Espanha (Productores de Música de España)              | 14             |
| Estados Unidos (Billboard Hot 100)                     | 3              |
| Estados Unidos (Top R&B/Hip-Hop Songs)                 | 1              |
| Estados Unidos (Rhythmic Songs)                        | 1              |
| Estados Unidos (Pop Songs)                             | 1              |
| Estados Unidos (Adult Pop Songs)                       | 9              |
| Estados Unidos (Adult Contemporary)                    | 13             |
| Finlândia (IFPI Finlândia)                             | 13             |
| França (Syndicat National de l'Édition Phonographique) | 2              |
| Grécia (Greece Digital Songs)                          | 5              |
| Hungria (Magyar Hanglemezkiadók Szövetsége)            | 19             |
| Irlanda (Irish Recorded Music Association)             | 15             |
| Itália (Federazione Industria Musicale Italiana)       | 29             |
| Líbano (The Official Lebanese Top 20)                  | 13             |
| Luxemburgo (Luxembourg Digital Songs)                  | 2              |
| México (Mexico Inglés Airplay)                         | 22             |
| Noruega (VG-lista)                                     | 6              |
| Nova Zelândia (NZ Top 40 Singles)                      | 7              |
| Países Baixos (MegaCharts)                             | 8              |
| Portugal (Portugal Digital Songs)                      | 2              |
| Reino Unido (UK R&B Singles Chart)                     | 1              |
| Reino Unido (UK Singles Chart)                         | 4              |
| Suécia (Sverigetopplistan)                             | 7              |
| Suíça (Schweizer Hitparade)                            | 7              |
| Turquia (Türkíye Yabanci Top 10)                       | 8              |
| União Europeia (Euro Digital Songs)                    | 5              |

| Tabela musical (2015)                            | Melhor posição |
| ------------------------------------------------ | -------------- |
| Alemanha (Media Control Charts)                  | 89             |
| Austrália (ARIA Charts)                          | 80             |
| Bélgica (Ultratop 50 de Flandres)                | 66             |
| Bélgica (Ultratop 40 da Valônia)                 | 49             |
| Canadá (Canaidan Hot 100)                        | 29             |
| Dinamarca (Tracklisten)                          | 14             |
| Estados Unidos (Billboard Hot 100)               | 9              |
| Estados Unidos (Top R&B/Hip-Hop Songs)           | 6              |
| Estados Unidos (Rhythmic Songs)                  | 6              |
| Estados Unidos (Pop Songs)                       | 20             |
| Estados Unidos (Adult Pop Songs)                 | 20             |
| Estados Unidos (Adult Contemporary)              | 31             |
| Itália (Federazione Industria Musicale Italiana) | 85             |
| Nova Zelândia (NZ Top 40 Singles)                | 23             |
| Países Baixos (MegaCharts)                       | 41             |
| Reino Unido (UK Singles Chart)                   | 26             |
| Suécia (Sverigetopplistan)                       | 41             |
| Suíça (Schweizer Hitparade)                      | 28             |

| País (Empresa)             | Certificação |
| -------------------------- | ------------ |
| Alemanha (BVMI)            | Ouro         |
| Austrália (ARIA)           | Platina      |
| Bélgica (BEA)              | Ouro         |
| Canadá (Music Canada)      | 5× Platina   |
| Dinamarca (IFPI Dinamarca) | 2× Platina   |
| Espanha (PROMUSICAE)       | Platina      |
| Estados Unidos (RIAA)      | 6× Platina   |
| Itália (FIMI)              | Platina      |
| Noruega (IFPI Noruega)     | 2× Platina   |
| Nova Zelândia (RMNZ)       | Platina      |
| Polônia (ZPAV)             | 2× Platina   |
| Reino Unido (BPI)          | Platina      |
| Suécia (GLF)               | 3× Platina   |

## Histórico de lançamento
| País           | Data                    | Formato           | Gravadora    |
| -------------- | ----------------------- | ----------------- | ------------ |
| Estados Unidos | 23 de dezembro de 2014  | Download digital  | Republic     |
| Estados Unidos | 13 de janeiro de 2015   | Rádios rhythmic   | Republic     |
| Reino Unido    | 11 de fevereiro de 2015 | Rádios rhythmic   | XO, Republic |
| Estados Unidos | 24 de fevereiro de 2015 | Rádios mainstream | Republic     |
| Itália         | 6 de março de 2015      | Rádios mainstream | Universal    |
| Alemanha       | 10 de abril de 2015     | CD single         | Republic     |
| Áustria        | 10 de abril de 2015     | CD single         | Republic     |
| Suíça          | 10 de abril de 2015     | CD single         | Republic     |